# Adrien Brody
Adrien Nicholas Brody (ur. 14 kwietnia 1973 w Nowym Jorku) – amerykański aktor i producent filmowy. Laureat dwóch Oscarów za rolę Władysława Szpilmana w biograficznym dramacie wojennym Romana Polańskiego Pianista (2002) oraz László Totha w dramacie Brady’ego Corbeta The Brutalist (2024).

## Życiorys

### Wczesne lata
Urodził się i dorastał w Woodhaven w Queens. Jest synem fotografki Sylvii Plachej, Węgierki czesko-żydowskiego pochodzenia oraz nauczyciela historii Elliota Brody'ego, który miał korzenie polsko-żydowskie. Jego pradziadek był polskim Żydem, który wyemigrował do USA przed II wojną światową. Krewni, którzy pozostali w Polsce, zginęli w niemieckim obozie zagłady Auschwitz-Birkenau.
Gdy miał 12 lat, matka zapisała go do Academy of Dramatic Arts. Uczęszczał do nowojorskiej LaGuardia High School, gdzie nosił przezwisko „Piękniś” (ang. Beautiful Boy). W 1988 r. uczęszczał na kurs aktorski Performing Arts.

### Kariera
W wieku 15 lat zagrał swoją pierwszą główną rolę w telewizyjnym dramacie Home at Last (1988), gdzie zagrał sierotę uczącego się twardego życia i pracy na farmie. Jego debiutem kinowym była jedna z trzech noweli filmu obyczajowego PBS Nowojorskie opowieści (New York Stories, 1988).
Na początku lat 90. wraz z MC Hammerem wystąpił w reklamie Pepsi. Zagrał rolę opiekuńczego kryminalisty Lestera Silverstone’a w dramacie Król wzgórza (King of the Hill, 1993). Znalazł się w obsadzie dramatu wojennego Cienka czerwona linia (The Thin Red Line, 1998) jako kapral Fife. W kolejnych latach odtwarzał role: barmana w jednej z restauracji New Jersey, marzącego o pisaniu sztuki teatralnych w dramacie Restauracja (Restaurant, 1998), włoskiego punka Richiego z Bronksu w dramacie kryminalnym Mordercze lato (Summer of Sam, 1999) Spike’a Lee i zakochanego brzuchomówcy z Lower East Side w melodramacie komediowym Drugie ja/Brzuchomówca (Dummy, 2002).
Jego rola Władysława Szpilmana w biograficznym dramacie wojennym Romana Polańskiego Pianista (2002) została nagrodzona Cezarem i Oscarem. Następnie wcielał się w postać byłego żołnierza, skazanego za morderstwo i umieszczonego w szpitalu psychiatrycznym pod opieką podejrzanych lekarzy w dreszczowcu Obłęd (2005).
Był współreżyserem filmu dokumentalnego Stone Barn Castle (2015).
W 2004 reklamował firmę odzieżową Ermenegildo Zegna.
(9974) Brody to planetoida z grupy pasa głównego asteroid, jej nazwa pochodzi od nazwiska aktora.

## Filmografia
- 1988: Home at Last jako Billy
- 1988: Annie McGuire jako Lenny McGuire
- 1989: Nowojorskie opowieści (New York Stories) jako Mel
- 1991: The Boy Who Cried Bitch jako Eddit
- 1993: Król wzgórza (King of the Hill) jako Lester Silverstone
- 1994: Anioły na boisku (Angels in the Outfield) jako Danny Hemmerling
- 1994: Jailbreakers jako Skinny
- 1996: Nothing to Lose jako Ray Diglovanni
- 1996: Bullet jako Ruby
- 1996: Solo jako Bill Stewart
- 1997: Six Ways to Sunday jako Arnie Finklestein
- 1997: Wesele grabarza (The Undertaker's Wedding) jako Mario Bellini
- 1997: Życie na krawędzi (The Last Time I Committed Suicide) jako Ben
- 1998: Restauracja (Restaurant) jako Chris Calloway
- 1998: Cienka czerwona linia (The Thin Red Line) jako Cpl. Fife
- 1999: Smak wolności (Liberty Heights) jako Van Kurtzman
- 1999: Zabójczy warunek (Oxygen) jako Harry
- 1999: Mordercze lato (Summer of Sam) jako Ritchie
- 2000: Uciec przed śmiercią (Harrison's Flowers) jako Kyle Morris
- 2000: Chleb i róże (Bread and Roses) jako Sam
- 2001: Afera naszyjnikowa (The Affair of the Necklace) jako Nicolas De La Motte
- 2001: Trudna miłość (Love the Hard Way) jako Jack
- 2002: Brzuchomówca (Dummy) jako Steven
- 2002: Pianista (The Pianist) jako Władysław Szpilman
- 2003: Śpiewający detektyw (The Singing Detective) jako First Hood
- 2004: Osada (The Village) jako Noah Percy
- 2005: Obłęd (The Jacket) jako Jack Starks
- 2005: King Kong jako Jack Driscoll
- 2006: I’m Not There. Gdzie indziej jestem (I’m Not There)
- 2006: Hollywoodland jako Louis Simo
- 2007: Manolete jako Manuel Rodriguez Sanchez
- 2007: Pociąg do Darjeeling (The Darjeeling Limited) jako Peter Whitman
- 2008: Cadillac Records
- 2008: Niesamowici bracia Bloom (The Bloom Brothers) jako Bloom
- 2009: Istota (Splice) jako Clive
- 2010: Predators jako Royce
- 2010: Eksperyment jako Travis
- 2010: Reset (Wrecked) jako mężczyzna
- 2010: Szkoła na haju jako Psycho Ed
- 2011: O północy w Paryżu (Midnight in Paris) jako Salvador Dalí
- 2011: Z dystansu (Detachment) jako Henry Barthes
- 2012: Yi Wu Si Er jako Theodore White
- 2013: InAPPropriate Comedy jako Flirty Harry
- 2013: Miasta miłości (Third Person) jako Scott
- 2014:  Houdini jako Houdini
- 2014: Grand Budapest Hotel[8] jako Dmitri Desgoffe und Taxis
- 2014: American Heist jako Frankie
- 2015: Septembers of Shiraz jako Isaac
- 2015: Wojna imperiów jako Tiberius
- 2015: Tajemnice Manhattanu jako Porter Wren
- 2017: Pułapka (Bullet Head) jako Stacy
- 2017: Peaky Blinders jako Luca Changretta
- 2018: Kto napisze naszą historię  jako Emanuel Ringelblum (głos)
- 2021: Sukcesja jako Josh Aaronson
- 2024: The Brutalist jako László Tóth

## Nagrody
| Rok  | Nagroda                                                | Kategoria                             | Film                         |
| ---- | ------------------------------------------------------ | ------------------------------------- | ---------------------------- |
| 1999 | Nagroda Satelita                                       | Najlepsza obsada filmowa              | Cienka czerwona linia (1998) |
| 2002 | Nagroda Towarzystwa Krytyków Filmowych w Bostonie      | Najlepszy aktor                       | Pianista (2002)              |
| 2003 | Oscar                                                  | Najlepszy aktor                       | Pianista (2002)              |
| 2003 | Cezar                                                  | Najlepszy aktor                       | Pianista (2002)              |
| 2024 | Nagroda Stowarzyszenia Nowojorskich Krytyków Filmowych | Najlepszy aktor                       | Brutalista (2024)            |
| 2025 | Złoty Glob                                             | Najlepszy aktor w filmie dramatycznym | Brutalista (2024)            |
| 2025 | Oscar                                                  | Najlepszy aktor                       | Brutalista (2024)            |